# Avenida de Gaudí
La avenida Gaudí (en catalán y oficialmente: avinguda Gaudí) es una vía urbana de Barcelona, España, que discurre en diagonal, rompiendo la cuadrícula del distrito del Ensanche, para unir dos de los principales monumentos modernistas de la Ciudad Condal: el Templo Expiatorio de la Sagrada Familia y el Hospital de la Santa Cruz y San Pablo.

## Toponimia
Aunque originalmente se pensó en bautizarla como Diagonal de San Pablo, cuando la vía fue abierta en 1927 lo hizo con el nombre de Avenida del General Primo de Rivera, en honor al que por entonces era el jefe de gobierno español. En 1931, con la llegada de la Segunda República, fue renombrada como avenida Gaudí, dedicándose así al arquitecto catalán cuya obra magna, la Sagrada Familia, se encuentra en uno de los extremos del paseo. En 1939, tras la Guerra Civil, la dictadura franquista recuperó el nombre Primo de Rivera; sin embargo, el nombre de Gaudí ya había calado popularmente, por lo que finalmente en 1962 adoptó esta denominación de forma oficial.

## Historia

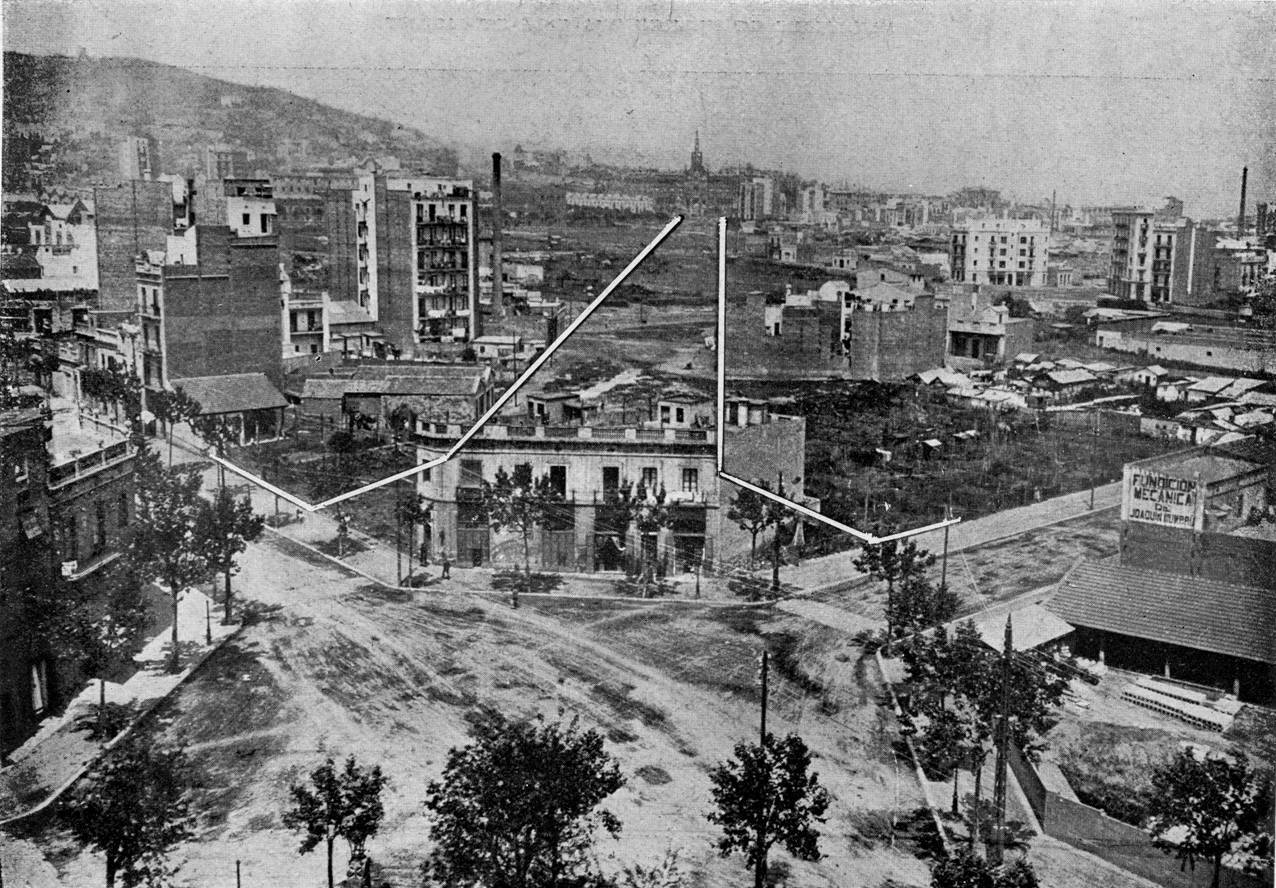
Imagen tomada desde la Sagrada Familia en 1927, antes de la apertura de la avenida Gaudí. Se observa, al fondo, el Hospital de San Pablo.

La avenida Gaudí fue originalmente concebida por el francés Léon Jaussely en su proyecto urbanístico aprobado por el Ayuntamiento de Barcelona en 1907. La avenida proyectada por Jaussely, además de ofrecer una perfecta visualización frontal del hospital, por entonces en construcción, se aproximaba en gran medida a una de las visuales propuestas por Antoni Gaudí para su templo. En 1917 se aprobó el nuevo plan urbanístico Romeu-Porcel, que pese a desestimar la mayoría de las propuestas de Jaussely para los entornos de la Sagrada Familia, mantenía la creación de la avenida. Para su apertura hubo que esperar hasta 1927, coincidiendo con las reformas urbanísticas previas a la Exposición Internacional de 1929. Originalmente denominada avenida General Primo de Rivera, no tomó el nombre de Gaudí hasta los años de la Segunda República (1931-1939).
Convertida, con el paso de los años, en una importante vía circulatoria, a mediados de los años 1980 el Ayuntamiento de Barcelona planteó una reurbanización de la avenida para reconvertirla, esencialmente, en un paseo peatonal. El proyecto fue encargado al arquitecto Màrius Quintana, quien diseñó su aspecto actual, con una rambla central. El entonces alcalde de Barcelona, Pasqual Maragall, inauguró la remodelada avenida el 22 de septiembre de 1985, coincidiendo con las Fiestas de la Merced. Desde entonces funciona como un paseo donde destacan los locales comerciales y de restauración que atraen, especialmente, a los turistas que visitan la Sagrada Familia.

## Geografía urbana
La avenida de Gaudí es una de las escasas vías que rompen la cuadrícula del Distrito del Ensanche. Discurre en diagonal desde la confluencia entre las calles Marina y Provenza hasta la de las calles Cartagena y San Antonio María Claret, partiendo cuatro manzanas por la mitad y quedando dividida, por tanto, en otras tantas secciones. En su extremo inicial -Marina con Provenza- permite contemplar la Fachada al Nacimiento y el ábside de la Sagrada Familia, mientras que su extremo final -Cartagena con San Antonio María Claret- da a la fachada principal del Hospital de San Pablo.
Desde su remodelación en 1985 la avenida de Gaudí es una vía semipeatonal. Cuenta con un andén central de nueve metros de ancho, delimitado en ambos lados por un carril de circulación lenta, junto aceras laterales de 5 metros. Pensado como un espacio de paseo, destacan los bancos, el arbolado -esencialmente los tilos y los plátanos- y las terrazas de bares y restaurantes.

## Elementos arquitectónicos destacados

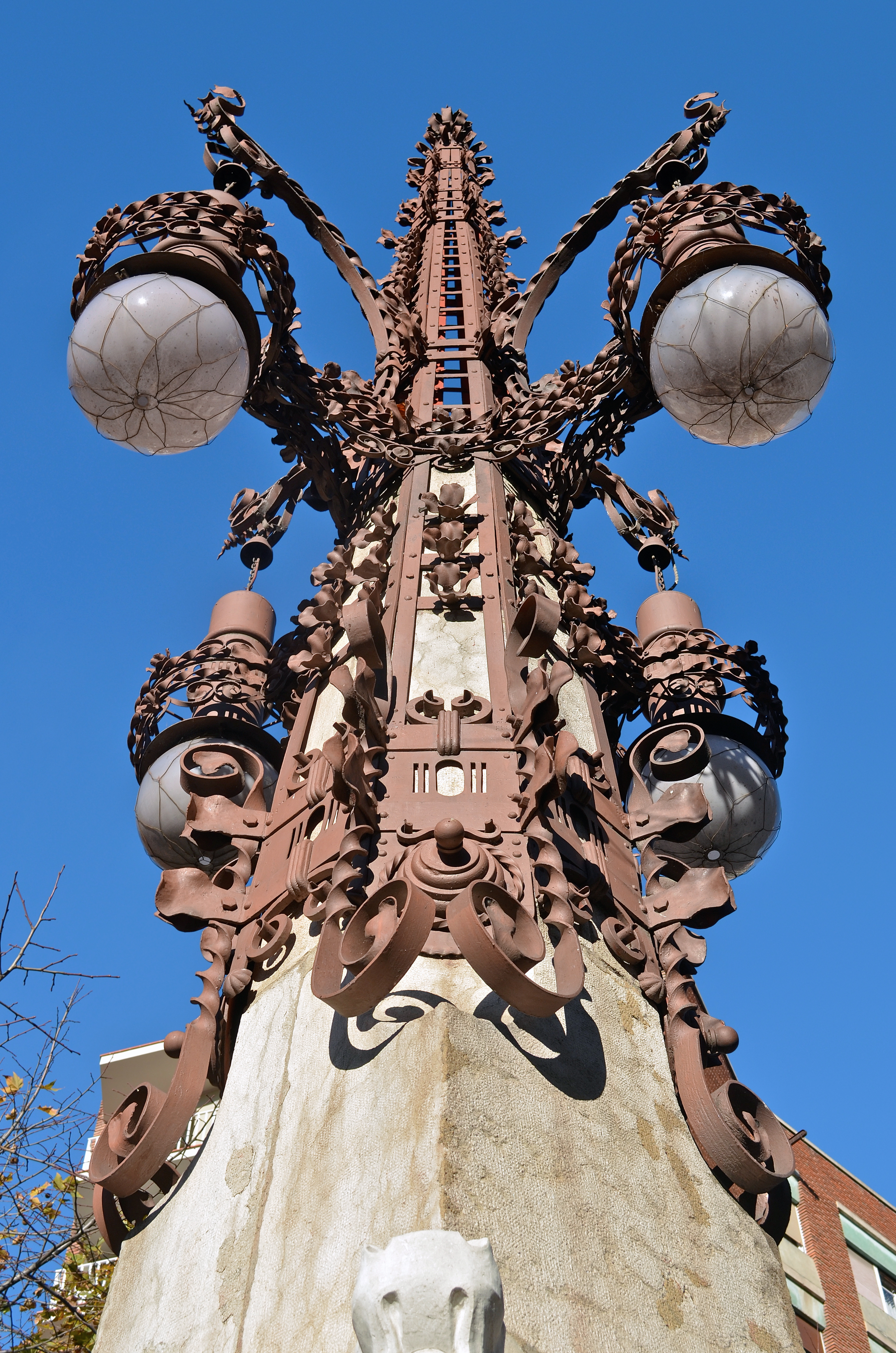
Una de las farolas modernistas de Pedro Falqués en la avenida de Gaudí.

En la remodelación de 1985 se añadieron a la avenida algunos elementos arquitectónicos destacados. El primer tramo se encuentra parcialmente cubierto por una marquesina con vigas de iroko, madera procedente de Camerún y Angola. En el cuarto tramo, justo en el extremo frente al Hospital de San Pablo, se encuentra una fuente, realizada en piedra arenisca y acero inoxidable, obra de Màrius Quintana. En el otro extremo de este mismo tramo se encuentra la escultura El bon temps perseguint la tempesta (en español: El buen tiempo persiguiendo a la tempestad), obra de Apel·les Fenosa.

### Las farolas de Pedro Falqués
En cada extremo de los tres primeros tramos de la avenida se ubican sendas farolas modernistas, diseñadas por Pedro Falqués, con una base de piedra esculpida por Alfons Jujol y la parte superior de hierro forjado por Manuel Ballarín. Las seis farolas, que datan de 1909, fueron ubicadas originalmente en la plaza del Cinco de Oros, de donde fueron retiradas en 1957 por obstruir el tráfico. Tras varios años guardadas en almacenes municipales, en 1985 fueron recolocadas su actual emplazamiento.